# 戈亚斯州塔夸拉尔
戈亚斯州塔夸拉尔（葡萄牙語：Taquaral de Goiás）是巴西戈亚斯州的一个市镇。总面积201.392平方公里，总人口3531人，人口密度17.5人/平方公里。